# Sophie Henck
Sophie Ernestine Henck (* 3. April 1822 in Kopenhagen; † 8. Februar 1893 in Sorø auf Seeland) war eine dänische Blumenstilllebenmalerin.

## Leben
Sie wurde als Tochter des Arztes und Professors Carl Ludwig Friedrich Henck und seiner Ehefrau Marie Jorgensen 1822 in Kopenhagen geboren. Der bekannte Blumenmaler I. L. Jensen unterrichtete sie im Malen von Blumenstillleben. Anschließend nahm sie Unterricht bei O. D. Ottesen, der sie inspirierte und unter dessen Anleitung sie Gemälde der alten Meister kopierte, darunter ein Blumenbild des niederländischen Künstlers Jan van Huysum. Die holländische Blumenmalerei des 17. Jahrhunderts beeinflusste auch weiterhin das künstlerische Schaffen von Sophie Henck, die unverheiratet blieb und weiterhin bei ihren Eltern lebte.
Im Revolutionsjahr 1848 absolvierte sie ihre erste Auslandsreise nach Dresden, dem folgte von 1857 bis 1858 ein Aufenthalt in Paris, wo es Kunstschulen für Frauen gab. In beiden Städten kopierte sie weiterhin alte Meister in den dortigen Gemäldegalerien. 1858 bot sich ihr erstmals die Gelegenheit einer Ausstellung ihrer Blumenstillleben. In den Jahren von 1867 bis 1870 nahm sie jährlich an den Ausstellungen der Königlichen Dänischen Kunstakademie im Kopenhagener Schloss Charlottenborg teil. Sie gab der späteren feministischen dänischen Schriftstellerin Axelline Lund privaten Mal- und Zeichenunterricht, auf dessen Basis diese als Porzellanmalerin für ihren Lebensunterhalt selbst sorgen konnte.
Nach dem Tod ihrer Mutter 1871 zog Sophie Henck in ein Kloster für unverheiratete Frauen in der Nähe von Sorø auf der Insel Seeland, wo sie 1893 starb.